# Lista amerykańskich senatorów ze stanu Kalifornia
Lista amerykańskich senatorów ze stanu Kalifornia – senatorzy wybrani ze stanu Kalifornia.
Stan Kalifornia został włączony do Unii 9 września 1850 roku. Posiada prawo do mandatów senatorskich 1. i 3. klasy. Do 8 kwietnia 1913 roku (ratyfikowania 17. poprawki do konstytucji) senatorowie byli wybierani przez stanową legislaturę. Od tego czasu wybierani są w wyborach powszechnych.

## 1. Klasa
| Lp.   | Imię i nazwisko      | Imię i nazwisko | Od                  | Do                  | Partia                | Kadencja | Uwagi |
| ----- | -------------------- | --------------- | ------------------- | ------------------- | --------------------- | --- | --- |
| 1     | John C. Frémont      |                 | 10 września 1850    | 4 marca 1851        | Partia Demokratyczna  | 1 | Wybrany w 1850 |
| Wakat | Wakat                | Wakat           | 4 marca 1851        | 30 stycznia 1852    |                       | 2 | Legislatura nie zdołała wybrać senatora |
| 2     | John B. Weller       |                 | 30 stycznia 1852    | 4 marca 1857        | Partia Demokratyczna  | 2 | Wybrany w 1852 Przegrał wybory w 1857 |
| 3     | David C. Broderick   |                 | 4 marca 1857        | 16 września 1859    | Partia Demokratyczna  | 3 | Wybrany w 1857 Zmarł w trakcie pełnienia urzędu w 1859 |
| Wakat | Wakat                | Wakat           | 16 września 1859    | 3 listopada 1859    |                       | 3 | |
| 4     | Henry P. Haun        |                 | 3 listopada 1859    | 4 marca 1860        | Partia Demokratyczna  | 3 | Mianowany do kontynuowania kadencji w 1859 Przegrał wybory specjalne o dokończenie kadencji w 1860                                                                 |
| 5     | Milton Latham        |                 | 5 marca 1860        | 4 marca 1863        | Partia Demokratyczna  | 3 | Wybrany do dokończenia kadencji w wyborach specjalnych w 1860 Przegrał wybory na pełną kadencję w 1862 lub 1863                                                    |
| 6     | John Conness         |                 | 4 marca 1863        | 4 marca 1869        | Partia Republikańska  | 4 | Wybrany w 1862 lub 1863 |
| 7     | Eugene Casserly      |                 | 4 marca 1869        | 29 listopada 1873   | Partia Demokratyczna  | 5 | Wybrany w 1868 Zrezygnował przed końcem kadencji w 1873 |
| Wakat | Wakat                | Wakat           | 29 listopada 1873   | 23 grudnia 1873     |                       | 5 | |
| 8     | John S. Hager        |                 | 23 grudnia 1873     | 4 marca 1875        | Partia Demokratyczna  | 5 | Wybrany do dokończenia kadencji w wyborach specjalnych w 1873 Nie starał o wybór na pełną kadencję w 1874                                                          |
| 9     | Newton Booth         |                 | 4 marca 1875        | 4 marca 1881        | Partia Antymonopolowa | 6 | Wybrany w 1874 Nie starał o reelekcję w 1880 |
| 10    | John Franklin Miller |                 | 4 marca 1881        | 8 marca 1886        | Partia Republikańska  | 7 | Wybrany w 1880 Zmarł w trakcie pełnienia urzędu w 1886 |
| Wakat | Wakat                | Wakat           | 8 marca 1886        | 23 marca 1886       |                       | 7 | |
| 11    | George Hearst        |                 | 23 marca 1886       | 4 sierpnia 1886     | Partia Demokratyczna  | 7 | Mianowany do kontynuowania kadencji w 1886 Zrezygnował po wyborze następcy                                                                                         |
| 12    | Abram Williams       |                 | 4 sierpnia 1886     | 4 marca 1887        | Partia Republikańska  | 7 | Wybrany do dokończenia kadencji w wyborach specjalnych w 1886 Nie starał się o wybór na pełną kadencję w 1887                                                      |
| 13    | George Hearst        |                 | 4 marca 1887        | 28 lutego 1891      | Partia Demokratyczna  | 8 | Wybrany w 1887 Zmarł w trakcie pełnienia urzędu w 1891 |
| Wakat | Wakat                | Wakat           | 28 lutego 1891      | 19 marca 1891       |                       | 8 | |
| 14    | Charles N. Felton    |                 | 19 marca 1891       | 4 marca 1893        | Partia Republikańska  | 8 | Wybrany do dokończenia kadencji w wyborach specjalnych w 1891 Nie starał się o wybór na pełną kadencję w 1893                                                      |
| 15    | Stephen M. White     |                 | 4 marca 1893        | 4 marca 1899        | Partia Demokratyczna  | 9 | Wybrany w 1893 Nie starał się o reelekcję |
| Wakat | Wakat                | Wakat           | 4 marca 1899        | 7 lutego 1900       |                       | 9 | Legislatura nie zdołała wybrać senatora |
| 16    | Thomas R. Bard       |                 | 7 lutego 1900       | 4 marca 1905        | Partia Republikańska  | 10 | Wybrany z opóźnieniem w 1900 Przegrał wybory w 1905 |
| 17    | Frank Putnam Flint   |                 | 4 marca 1905        | 4 marca 1911        | Partia Republikańska  | 11 | Wybrany w 1905 Nie starał się o reelekcję w 1911 |
| 18    | John D. Works        |                 | 4 marca 1911        | 4 marca 1917        | Partia Republikańska  | 12 | Wybrany w 1911 Nie starał się o reelekcję w 1916 |
| Wakat | Wakat                | Wakat           | 4 marca 1917        | 16 marca 1917       |                       | 13 | |
| 19    | Hiram Johnson        |                 | 16 marca 1917       | 6 sierpnia 1945     | Partia Republikańska  | 13 | Wybrany w 1916 |
| 19    | Hiram Johnson        | 14              | 16 marca 1917       | 6 sierpnia 1945     | Partia Republikańska  | Reelekcja w 1922 | |
| 19    | Hiram Johnson        | 15              | 16 marca 1917       | 6 sierpnia 1945     | Partia Republikańska  | Reelekcja w 1928 | |
| 19    | Hiram Johnson        | 16              | 16 marca 1917       | 6 sierpnia 1945     | Partia Republikańska  | Reelekcja w 1934 | |
| 19    | Hiram Johnson        | 17              | 16 marca 1917       | 6 sierpnia 1945     | Partia Republikańska  | Reelekcja w 1940 Zmarł w trakcie pełnienia urzędu w 1945                                                               | |
| Wakat | Wakat                | Wakat           | 6 sierpnia 1945     | 26 sierpnia 1945    |                       | 17 | |
| 20    | William Knowland     |                 | 26 sierpnia 1945    | 3 stycznia 1959     | Partia Republikańska  | 17 | Mianowany do kontynuowania kadencji w 1945 Wybrany do dokończenia kadencji w wyborach specjalnych w 1946                                                           |
| 20    | William Knowland     | 18              | 26 sierpnia 1945    | 3 stycznia 1959     | Partia Republikańska  | Wybrany na pełną kadencję w 1946                                                                                       | |
| 20    | William Knowland     | 19              | 26 sierpnia 1945    | 3 stycznia 1959     | Partia Republikańska  | Reelekcja w 1952 Nie starał się o reelekcję w 1958                                                                     | |
| 21    | Clair Engle          |                 | 3 stycznia 1959     | 30 lipca 1964       | Partia Demokratyczna  | 20 | Wybrany w 1958 Zmarł w trakcie pełnienia urzędu w 1964 |
| Wakat | Wakat                | Wakat           | 30 lipca 1964       | 4 sierpnia 1964     |                       | 20 | |
| 22    | Pierre Salinger      |                 | 4 sierpnia 1964     | 31 grudnia 1964     | Partia Demokratyczna  | 20 | Mianowany do dokończenia kadencji w 1964 Przegrał wybory na pełną kadencję w 1964 Zrezygnował przed końcem kadencji, by wybrany następca mógł szybciej objąć urząd |
| 23    | George Murphy        |                 | 1 stycznia 1965     | 2 stycznia 1971     | Partia Republikańska  | 20 | Mianowany do dokończenia kadencji, będąc już wcześniej wybrany na kolejną kadencję                                                                                 |
| 23    | George Murphy        | 21              | 1 stycznia 1965     | 2 stycznia 1971     | Partia Republikańska  | Wybrany w 1964 Przegrał wybory w 1970 Zrezygnował przed końcem kadencji, by wybrany następca mógł szybciej objąć urząd | |
| 24    | John V. Tunney       |                 | 2 stycznia 1971     | 2 stycznia 1977     | Partia Demokratyczna  | 21 | Mianowany do dokończenia kadencji, będąc już wcześniej wybrany na kolejną kadencję                                                                                 |
| 24    | John V. Tunney       | 22              | 2 stycznia 1971     | 2 stycznia 1977     | Partia Demokratyczna  | Wybrany w 1970 Przegrał wybory w 1976 Zrezygnował przed końcem kadencji, by wybrany następca mógł szybciej objąć urząd | |
| 25    | S.I. Hayakawa        |                 | 2 stycznia 1977     | 3 stycznia 1983     | Partia Republikańska  | 22 | Mianowany do dokończenia kadencji, będąc już wcześniej wybrany na kolejną kadencję                                                                                 |
| 25    | S.I. Hayakawa        | 23              | 2 stycznia 1977     | 3 stycznia 1983     | Partia Republikańska  | Wybrany w 1976 Nie starał się o reelekcję w 1982                                                                       | |
| 26    | Pete Wilson          |                 | 3 stycznia 1983     | 7 stycznia 1991     | Partia Republikańska  | 24 | Wybrany w 1982 |
| 26    | Pete Wilson          | 25              | 3 stycznia 1983     | 7 stycznia 1991     | Partia Republikańska  | Reelekcja w 1988 Zrezygnował przed końcem kadencji, by objąć urząd gubernatora Kalifornii                              | |
| 27    | John F. Seymour      | 25              |                     | 7 stycznia 1991     | 10 listopada 1992     | Partia Republikańska                                                                                                   | Mianowany do kontynuowania kadencji w 1991 Przegrał wybory specjalne o dokończenie kadencji w 1992                                                                 |
| 28    | Dianne Feinstein     |                 | 10 listopada 1992   | 29 września 2023    | Partia Demokratyczna  | 25 | Wybrana do dokończenia kadencji w wyborach specjalnych w 1992 |
| 28    | Dianne Feinstein     | 26              | 10 listopada 1992   | 29 września 2023    | Partia Demokratyczna  | Wybrana na pełną kadencję w 1994                                                                                       | |
| 28    | Dianne Feinstein     | 27              | 10 listopada 1992   | 29 września 2023    | Partia Demokratyczna  | Reelekcja w 2000 | |
| 28    | Dianne Feinstein     | 28              | 10 listopada 1992   | 29 września 2023    | Partia Demokratyczna  | Reelekcja w 2006 | |
| 28    | Dianne Feinstein     | 29              | 10 listopada 1992   | 29 września 2023    | Partia Demokratyczna  | Reelekcja w 2012 | |
| 28    | Dianne Feinstein     | 30              | 10 listopada 1992   | 29 września 2023    | Partia Demokratyczna  | Reelekcja w 2018 Zmarła w trakcie pełnienia urzędu w 2023                                                              | |
| Wakat | Wakat                | Wakat           | 29 września 2023    | 1 października 2023 |                       | 30 | |
| 29    | Laphonza Butler      |                 | 1 października 2023 | 8 grudnia 2024      | Partia Demokratyczna  | 30 | Mianowana do kontynuowania kadencji w 2023 Zrezygnowała po wyborze następcy                                                                                        |
| 30    | Adam Schiff          |                 | 8 grudnia 2024      | nadal               | Partia Demokratyczna  | 30 | Wybrany do dokończenia kadencji w wyborach specjalnych w 2024 |
| 30    | Adam Schiff          | 31              | 8 grudnia 2024      | nadal               | Partia Demokratyczna  | Wybrany na pełną kadencję w 2024                                                                                       | |

## 3. Klasa
| Lp.   | Imię i nazwisko        | Imię i nazwisko | Od                                         | Do                | Partia               | Kadencja | Uwagi |
| ----- | ---------------------- | --------------- | ------------------------------------------ | ----------------- | -------------------- | --- | --- |
| 1     | William M. Gwin        |                 | 10 września 1850                           | 4 marca 1855      | Partia Demokratyczna | 1 | Wybrany w 1850                                                                                           |
| Wakat | Wakat                  | Wakat           | 4 marca 1855                               | 13 stycznia 1857  |                      | 2 | Legislatura nie zdołała wybrać senatora                                                                  |
| 1     | William M. Gwin        |                 | 13 stycznia 1857                           | 4 marca 1861      | Partia Demokratyczna | 2 | Reelekcja z opóźnieniem w 1857                                                                           |
| 2     | James A. McDougall     |                 | 4 marca 1861                               | 4 marca 1867      | Partia Demokratyczna | 3 | Wybrany w 1860 Nie starał się o reelekcję w 1866 lub 1867                                                |
| 3     | Cornelius Cole         |                 | 4 marca 1867                               | 4 marca 1873      | Partia Republikańska | 4 | Wybrany w 1866 lub 1867                                                                                  |
| 4     | Aaron A. Sargent       |                 | 4 marca 1873                               | 4 marca 1879      | Partia Republikańska | 5 | Wybrany w 1872 lub 1873 Nie starał się o reelekcję w 1878                                                |
| 5     | James T. Farley        |                 | 4 marca 1879                               | 4 marca 1885      | Partia Demokratyczna | 6 | Wybrany w 1878 Nie starał się o reelekcję w 1885                                                         |
| 6     | Leland Stanford        |                 | 4 marca 1885                               | 21 czerwca 1893   | Partia Republikańska | 7 | Wybrany w 1885                                                                                           |
| 6     | Leland Stanford        | 8               | 4 marca 1885                               | 21 czerwca 1893   | Partia Republikańska | Reelekcja w 1891 Zmarł w trakcie pełnienia urzędu w 1893                                                                            | |
| Wakat | Wakat                  | Wakat           | 21 czerwca 1893                            | 26 lipca 1893     |                      | 8 | |
| 7     | George Clement Perkins |                 | 26 lipca 1893                              | 4 marca 1915      | Partia Republikańska | 8 | Mianowany do kontynuowania kadencji w 1893 Wybrany do dokończenia kadencji w wyborach specjalnych w 1895 |
| 7     | George Clement Perkins | 9               | 26 lipca 1893                              | 4 marca 1915      | Partia Republikańska | Wybrany na pełną kadencję w 1896 | |
| 7     | George Clement Perkins | 10              | 26 lipca 1893                              | 4 marca 1915      | Partia Republikańska | Reelekcja w 1902 | |
| 7     | George Clement Perkins | 11              | 26 lipca 1893                              | 4 marca 1915      | Partia Republikańska | Reelekcja w 1908 Nie starał się o reelekcję w 1914                                                                                  | |
| 8     | James D. Phelan        |                 | 4 marca 1915                               | 4 marca 1921      | Partia Demokratyczna | 12 | Wybrany w 1914 Przegrał wybory w 1920                                                                    |
| 9     | Samuel M. Shortridge   |                 | 4 marca 1921                               | 4 marca 1933      | Partia Republikańska | 13 | Wybrany w 1920                                                                                           |
| 9     | Samuel M. Shortridge   | 14              | 4 marca 1921                               | 4 marca 1933      | Partia Republikańska | Reelekcja w 1926 Przegrał prawybory w 1932                                                                                          | |
| 10    | William Gibbs McAdoo   |                 | 4 marca 1933                               | 8 listopada 1938  | Partia Demokratyczna | 15 | Wybrany w 1932 Przegrał prawybory w 1938 Zrezygnował przed końcem kadencji                               |
| 11    | Thomas M. Storke       |                 | 9 listopada 1938                           | 3 stycznia 1939   | Partia Demokratyczna | 15 | Mianowany do dokończenia kadencji w 1938                                                                 |
| 12    | Sheridan Downey        |                 | 3 stycznia 1939                            | 30 listopada 1950 | Partia Demokratyczna | 16 | Wybrany w 1938                                                                                           |
| 12    | Sheridan Downey        | 17              | 3 stycznia 1939                            | 30 listopada 1950 | Partia Demokratyczna | Reelekcja w 1944 Nie starał się o reelekcję w 1950 Zrezygnował przed końcem kadencji, by wybrany następca mógł szybciej objąć urząd | |
| Wakat | Wakat                  | Wakat           | 30 listopada 1950                          | 4 grudnia 1950    |                      | 17 | |
| 13    | Richard Nixon          |                 | 4 grudnia 1950                             | 1 stycznia 1953   | Partia Republikańska | 17 | Mianowany do dokończenia kadencji, będąc już wcześniej wybrany na kolejną kadencję                       |
| 13    | Richard Nixon          | 18              | 4 grudnia 1950                             | 1 stycznia 1953   | Partia Republikańska | Wybrany na pełną kadencję w 1950 Zrezygnował przed końcem kadencji, by objąć urząd wiceprezydenta Stanów Zjednoczonych              | |
| 14    | Thomas Kuchel          | 18              |                                            | 2 stycznia 1953   | 3 stycznia 1969      | Partia Republikańska | Mianowany do kontynuowania kadencji w 1953 Wybrany do dokończenia kadencji w wyborach specjalnych w 1954 |
| 14    | Thomas Kuchel          | 19              | Wybrany na pełną kadencję w 1956           | 2 stycznia 1953   | 3 stycznia 1969      | Partia Republikańska | |
| 14    | Thomas Kuchel          | 20              | Reelekcja w 1962 Przegrał prawybory w 1968 | 2 stycznia 1953   | 3 stycznia 1969      | Partia Republikańska | |
| 15    | Alan Cranston          |                 | 3 stycznia 1969                            | 3 stycznia 1993   | Partia Demokratyczna | 21 | Wybrany w 1968                                                                                           |
| 15    | Alan Cranston          | 22              | 3 stycznia 1969                            | 3 stycznia 1993   | Partia Demokratyczna | Reelekcja w 1974 | |
| 15    | Alan Cranston          | 23              | 3 stycznia 1969                            | 3 stycznia 1993   | Partia Demokratyczna | Reelekcja w 1980 | |
| 15    | Alan Cranston          | 24              | 3 stycznia 1969                            | 3 stycznia 1993   | Partia Demokratyczna | Reelekcja w 1986 Nie starał się o reelekcję w 1992                                                                                  | |
| 16    | Barbara Boxer          |                 | 3 stycznia 1993                            | 3 stycznia 2017   | Partia Demokratyczna | 25 | Wybrana w 1992                                                                                           |
| 16    | Barbara Boxer          | 26              | 3 stycznia 1993                            | 3 stycznia 2017   | Partia Demokratyczna | Reelekcja w 1998 | |
| 16    | Barbara Boxer          | 27              | 3 stycznia 1993                            | 3 stycznia 2017   | Partia Demokratyczna | Reelekcja w 2004 | |
| 16    | Barbara Boxer          | 28              | 3 stycznia 1993                            | 3 stycznia 2017   | Partia Demokratyczna | Reelekcja w 2010 Nie starała się o reelekcję w 2016                                                                                 | |
| 17    | Kamala Harris          |                 | 3 stycznia 2017                            | 18 stycznia 2021  | Partia Demokratyczna | 29 | Wybrana w 2016 Zrezygnowała przed końcem kadencji, by objąć urząd wiceprezydenta Stanów Zjednoczonych    |
| 18    | Alex Padilla           |                 | 18 stycznia 2021                           | nadal             | Partia Demokratyczna | 29 | Mianowany do kontynuowania kadencji w 2021 Wybrany do dokończenia kadencji w wyborach specjalnych w 2022 |
| 18    | Alex Padilla           | 30              | 18 stycznia 2021                           | nadal             | Partia Demokratyczna | Wybrany na pełną kadencję w 2022 | |